# 十一人の賊軍
『十一人の賊軍』（じゅういちにんのぞくぐん）は、2024年11月1日に公開された日本映画。監督は白石和彌、主演は山田孝之と仲野太賀。PG12指定。本作はDolby Cinemaでの上映も実施。
1868年に起こった戊辰戦争のさなかで、新政府軍と対立する奥羽越列藩同盟に渋々加入していた新発田藩の新政府軍への寝返りの史実をもとに、11人の罪人が藩の命令により砦を守る壮絶な戦いに身を投じる姿を描く。
2024年10月28日から開催中の第37回東京国際映画祭のオープニング作品として同日にワールドプレミア上映が実施された。    

## キャスト

### 主要人物
政（まさ）
演 - 山田孝之
駕籠かき人足。妻・さだを手籠めにした新発田藩士を殺害して罪人となる。罪状は侍殺し。
砦を守り抜けば無罪放免だと言われ、不本意ながら決死隊とともに戦場に駆り出される。
鷲尾兵士郎（わしお へいしろう）
演 - 仲野太賀
剣術道場の道場主で直心影流の使い手。家老・溝口内匠の命により砦を守る決死隊となる。

### 罪人
全員死罪だが、砦を守り抜けば無罪放免の条件で激戦地に送り込まれる。
赤丹（あかたん）
演 - 尾上右近
イカサマ博徒。武士から金を巻き上げる。罪状は賭博罪。
なつ
演 - 鞘師里保
新発田の女郎。子を堕ろされた恨みで男の家に放火をする。罪状は火付け。
ノロ
演 - 佐久本宝
新発田の花火師の息子。捕らえられた政を、死んだ兄と思い込み、逃がそうとしてしまう。罪状は脱獄幇助。
引導（いんどう）
演 - 千原せいじ
坊主。檀家の娘を手籠めにするなど、数多くの女犯に及んでいる。罪状は女犯。
おろしや
演 - 岡山天音
医師の倅。医学を学ぶため、おろしや（ロシア）へ密航をしようとする。罪状は密航。
三途（さんず）
演 - 松浦祐也
貧乏な百姓。⼀家心中をするが、自分だけ死ねなかった。罪状は一家心中。
二枚目（にまいめ）
演 - 一ノ瀬颯
新発田随一の色男。侍の女房と恋仲になる禁忌を犯す。罪状は姦通。
辻斬（つじぎり）
演 - 小柳亮太
浪人。新発田にある村で、大人数の村人を無差別に殺害する。罪状は辻斬り。
爺っつぁん（じっつぁん）
演 - 本山力
長州出身の剣術家。新発田で地主への強盗殺人を犯している。

### 決死隊
罪人たちとともに砦を守る任に就く。
入江数馬（いりえ かずま）
演 - 野村周平
決死隊隊長。城代家老の腹心で娘・加奈の婚約者。侍と罪人の板挟みになる。
荒井万之助、小暮総七
演 - 田中俊介、松尾諭
新発田藩士。罪人たちと共に決死隊の一員となり、砦を守る。

### 新発田藩関係者・領民
溝口内匠（みぞぐち たくみ）
演 - 阿部サダヲ
新発田藩の城代家老。藩の実権を掌握し、領地が戦火に見舞われぬよう画策する。
寺田惣次郎
演 - 吉沢悠
新発田藩御城使。
里村官治
演 - 佐藤五郎
新発田藩の御用人。
溝口直正（みぞぐち なおまさ）
演 - 柴崎楓雅
新発田藩の藩主。若殿。
仙石善右エ門（せんごく ぜんえもん）
演 - 音尾琢真
新発田藩士。政の妻・さだを手籠めにし、政に殺される。
溝口みね（みぞぐち みね）
演 - 西田尚美
溝口内匠の妻。
溝口加奈（みぞぐち かな）
演 - 木竜麻生
溝口内匠の娘。入江数馬の許嫁。
さだ
演 - 長井恵里
政の女房。耳が不自由。
村娘
演 - ゆりやんレトリィバァ
新発田の村娘。戦で疲弊する兵士たちに明るくおにぎりを配る。

### 新政府軍（官軍）
山縣狂介（やまがた きょうすけ）
演 - 玉木宏
官軍先鋒総督府の参謀で、決死隊と対峙する。新発田藩を官軍に取り込もうと画策する。
岩村精一郎（いわむら せいいちろう）
演 - 浅香航大
土佐藩士。官軍先鋒総督府・軍監。山縣の右腕となる。
杉山荘一郎
演 - 佐野和真
岩村の側近。
世良荘一郎
演 - 安藤ヒロキオ
官軍・先遣隊隊長。
水本正虎
演 - 佐野岳
世良の腹心。
水本正鷹
演 - ナダル
世良の腹心。正虎の弟。

### 奥羽越列藩同盟（旧幕府軍）
色部長門（いろべ ながと)
演 - 松角洋平
米沢藩士。新潟総督。新発田藩に官軍との戦いを迫る。
斉藤主計（さいとう かずえ)
演 - 駿河太郎
米沢藩士。参謀。新発田藩に官軍との戦いを迫る。

## スタッフ
- 原案 - 笠原和夫[3]
- 監督 - 白石和彌
- 脚本 - 池上純哉[11]
- 音楽 - 松隈ケンタ[3]
- キャンペーンソング - Dragon Ash「Straight Up feat. JESSE」[13]
- 企画・プロデュース - 紀伊宗之[3]
- プロデューサー - 高橋大典[3]
- ラインプロデューサー - 鈴木嘉弘[3]
- キャスティングプロデューサー - 田端利江[3]
- 音楽プロデューサー - 津島玄一[3]
- 撮影 - 池田直矢[3]
- 照明 - 舘野秀樹[3]
- 録音 - 浦田和治[3]
- 美術 - 沖原正純[3]
- 装飾 - 郷原慶太[3]
- 小道具 - 松永一太[3]
- 編集 - 加藤ひとみ[3]
- 音響効果 - 柴崎憲治[3]
- 衣装 - 大塚満[3]
- メイク床山 - 山下みどり[3]
- 特殊メイク - 中田彰輝[3]
- アクションコーディネーター - 吉田浩之[3]
- 操演 - 宇田川幸夫[3]
- ガンエフェクト - 早川光[3]
- シニアVFXスーパーバイザー - 尾上克郎[3]
- 特撮VFXスーパーバイザー - 神谷誠[3]
- 監督補 - 松尾浩道[3]
- 助監督 - 藤江儀全[3]
- 制作担当 - 松村隆司[3]
- 配給 - 東映[3]
- 制作プロダクション - ドラゴンフライエンタテインメント[5]
- 製作 -「十一人の賊軍」製作委員会（東映、KADOKAWA、朝日放送テレビ、コーエーテクモゲームス、LINEヤフー、講談社、ドラゴンフライエンタテインメント、東映ビデオ、報知新聞社）

## 製作
東映京都撮影所では「集団抗争時代劇」路線が1963年7月に封切られた『十七人の忍者』によって生まれ、その年の暮れに公開された『十三人の刺客』によってジャンルとして確立されていた。脚本家・笠原和夫が1964年に執筆した「十一人の賊軍」のプロット・脚本は、賊軍が最後に全員死んでしまう結末が当時の東映京都撮影所所長岡田茂の意にそぐわずに却下され、企画は打ち切りになった。激怒した笠原によって350枚もの脚本（ホン読み・検討会議用の第1稿）は破り捨てられてしまい、プロットだけが残されていたという。
監督の白石は笠原のインタビュー本『昭和の劇 映画脚本家 笠原和夫』で、そのエピソードを知っており、自身で紀伊宗之に企画を持ちかけ、笠原が描こうとしたドラマこそ今の日本が抱える社会問題とシンクロすると確信した東映が映画化を企画、製作が決まった。
また、白石は「物語のラストについてはプロットから改変しています。時代が変わるときに、誰が生き残って未来を見ていくのか。この作品のヒロイックさ、物語の強さは笠原さんにしか思い付かなかったものがある。僕らはそれを信じて、今の時代へのメッセージを込めました」と語っている。
実際の梗概（シノプシス）が『笠原和夫 人とシナリオ』に収められているほか、同書籍を底本として該当のプロット部分だけを電子書籍化したものが浪漫堂シナリオ文庫から発売されている。
撮影は新潟県新発田市（新発田城、市島邸）・南魚沼市（雲洞庵）、宮城県白石市（白石城）、千葉県鋸南町などで行われた。

## ノベライズ
- 著：冲方丁『十一人の賊軍』（2024年7月12日発売[23]、講談社文庫）ISBN 978-4-06-535708-8
映画『十一人の賊軍』（原案：笠原和夫 / 脚本：池上純哉）の書き下ろし小説[23]。